# Mieke Schlaman
Maria Theodora Wilhelmina (Mieke) Schlaman (Tilburg, 7 oktober 1946 – Den Haag, 2 maart 2023) was een Nederlandse fotografe en feministe.

## Leven en werk
Schlaman mocht de middelbare meisjesschool niet afmaken, omdat ze bij een huisartsengezin moest gaan werken als dienstmeisje. Ze leerde typen en steno en ging daarna aan het werk bij een vleesbedrijf. Schlaman volgde de opleiding fotovakschool halverwege de jaren zestig. Eind jaren zestig verloofde ze zich met Loek Raemakers, die ze op de fotovakschool had leren kennen, en ging ze samenwonen in Den Haag. Op 8 maart 1979 kreeg ze een dochter.
Ruim 35 jaar fotografeerde Schlaman vrouwen in hun dagelijks leven (vaak op school en op het werk). Daarnaast bezocht ze demonstraties en acties voor vrouwenrechten, in Den Haag, maar ook daarbuiten, om foto's te maken. Ze fotografeerde allerlei activiteiten van vrouwenorganisaties en was ook actief in de vrouwenbeweging. Zo verzorgde ze in de jaren tachtig VOS-cursussen in het Haagse Vrouwenhuis. In 1995 bezocht ze de Wereldvrouwenconferentie in Beijing (China), waar ze naar toe reisde met de Transsiberië Express. In 2009 startte ze met enkele collega's in Den Haag Vrouwenplaza. De organisatie ontving in 2017 de Kartiniprijs. Het jaar erop was Schlaman juryvoorzitter van de Kartiniprijs.
Op 2 maart 2023 overleed Schlaman in Den Haag. Haar begrafenis vond plaats op 8 maart, Internationale Vrouwendag.

## Oeuvre en tentoonstellingen
Een kwart van haar oeuvre, ruim 2700 foto's, is ondergebracht en toegankelijk gemaakt bij Atria, kennisinstituut voor emancipatie en vrouwengeschiedenis te Amsterdam.
In maart 1994 was in het Informatiecentrum Den Haag de tentoonstelling Vrouwen: Opdat ge haar overal zoudt zien te bekijken.
Op 5 november 2003 werd de tentoonstelling Wie geen kans krijgt, heeft geen kans in het regionaal opleidingen centrum Albeda College in Rotterdam geopend. Voor de tentoonstelling had Schlaman anderhalf jaar lang 11 jonge vluchtelingmoeders gevolgd die op het ROC Albeda College in Rotterdam aan een aangepast project deelnamen, als voorbereiding op scholing en werk, in combinatie met kinderopvang. De tentoonstelling bevatte zes zwart-wit-foto's waarvan één portretfoto in groot formaat (76 x 55 cm). De vijf andere foto's (30 x 40 cm) waren o.a. thuis gemaakt, op school, op een werkplek, en tijdens een uitje. Een catalogus (56 pagina's) bij de tentoonstelling bevat alle foto's. En een korte tekst met achtergrondinformatie over elke moeder: naam, kind(eren), beroepswens, heden, en persoonlijk commentaar. De tentoonstelling is in onder andere te zien geweest in de Hogeschool Rotterdam (2004), de Centrale Bibliotheek in Den Haag (2005) en de Grote Kerk in Vlaardingen (2006).
In 2016, van 8 t/m 12 maart, laat de tentoonstelling Vrouwen hebben nooit stilgezeten foto’s zien uit de 30-jarige loopbaan van Schlaman. Zeven thema's komen aan bod: werk, zorg en welzijn, kunst en cultuur, armoede, seksueel geweld, vluchtelingen- en migrantenvrouwen en publieke ruimte.
Ter gelegenheid van de viering van 100 jaar vrouwenkiesrecht werd op 1 februari 2019 de fototentoonstelling Vrouwen hebben nooit stilgezeten geopend in de Tweede Kamer met foto’s van Schlaman.
In het kader van de Haagse Vrouwendagen was op 5 maart 2024 de expositie Van Emancipatie naar Participatie geopend in de Centrale Bibliotheek in Den Haag, met foto's van Mieke Schlaman.

## Publicaties
- Vrouwen: opdat ge haar overal zoudt zien – Women: that you may see them everywhere, uitgave van de Gemeente Den Haag, met fotomateriaal van Gemeentearchief en Mieke Schlaman. Beeld van honderd jaar vrouwenstrijd in Den Haag, selectie van tentoonstelling in het Gemeentelijk Informatiecentrum in Den Haag, 1994.
- Wie geen kans krijgt, heeft geen kans: jonge moeders in Rotterdam. Brochure van de fototentoonstelling over 11 jonge AMA-moeders, samenstelling: Mieke Schlaman & Wiebe Dekker, 2004.
- 100 jaar Internationale Vrouwendag: wereldvrouwenconferentie 2011, Venezuela, 4-8 maart 2011: interviews met 11 vrouwen.
- Vrouwen wereldwijd, samenstellers: Mieke Schlaman, Hannah Smeets, 2012, in eigen beheer uitgegeven.
- Verslag Haagse vrouwenconferentie: wat heeft 100 jaar internationale vrouwendag ons gebracht? (2012).